# Abbas El Gamal

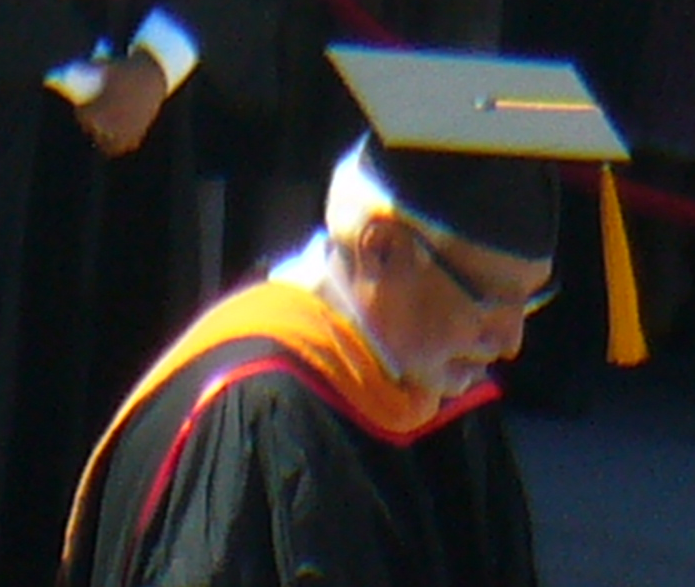
Abbas El Gamal, 2010

Abbas El Gamal (arabisch عباس الجمل, DMG ʿAbbās al-Ǧamal; * 1950) ist ein ägyptischer Mathematiker und Elektroingenieur.
El Gamal studierte an der Universität Kairo mit dem Bachelor-Abschluss in Elektrotechnik 1972 und an der Stanford University mit dem Master-Abschluss in Statistik 1977 und der Promotion 1978. Danach war er Assistant Professor für Elektrotechnik an der University of Southern California und seit 1981 an der Stanford University, wo er Professor wurde (Hitachi North America Professor). Von 2004 bis 2009 leitete er dort das Information Systems Laboratory. 2012 war er Vorstand der Fakultät für Elektrotechnik.
Er war 2009/2010 Gastprofessor und MacKay Fellow an der University of California, Berkeley und Gastprofessor an der Universität Tsinghua. Er befasste sich unter anderem mit Informationstheorie in Netzwerken, digitalen Bildverfahren und Bildsystemen (1997 bis 2002 war er leitender Wissenschaftler im Stanford Programmable Digital Camera Projekt) und Field Programmable Gate Arrays (FPGA).
El Gamal ist Fellow des Institute of Electrical and Electronics Engineers (IEEE) und erhielt 2012 den Claude E. Shannon Award. Für 2016 wurde ihm die IEEE Richard W. Hamming Medal zugesprochen.
Er war an mehreren Firmengründungen im Silicon Valley beteiligt. 1984 gründete er LSI Logic Research Lab. 1986 war er einer der Gründer (und leitender Wissenschaftler) von Actel (die FPGAs vermarkten) und 1999 Mitgründer und CTO von Silicon Architects, das 1995 von Synopsys übernommen wurde, deren Vizepräsident er 1995 bis 1997 war. Ebenfalls 1999 war er einer der Gründer von Pixim, das Ergebnisse aus dem Programmable Digital Camera Project in Stanford vermarkten sollte.
Er ist nicht mit dem ägyptischen Informatiker Taher Elgamal zu verwechseln (Erfinder eines Public-Key-Kryptosystems).